# 感動
| ウィキペディアには「感動」という見出しの百科事典記事はありません（タイトルに「感動」を含むページの一覧/「感動」で始まるページの一覧）。 代わりにウィクショナリーのページ「感動」が役に立つかもしれません。 |